# Buteo galapagoensis
Buteo galapagoensis là một loài chim trong họ Accipitridae.

## Hình ảnh

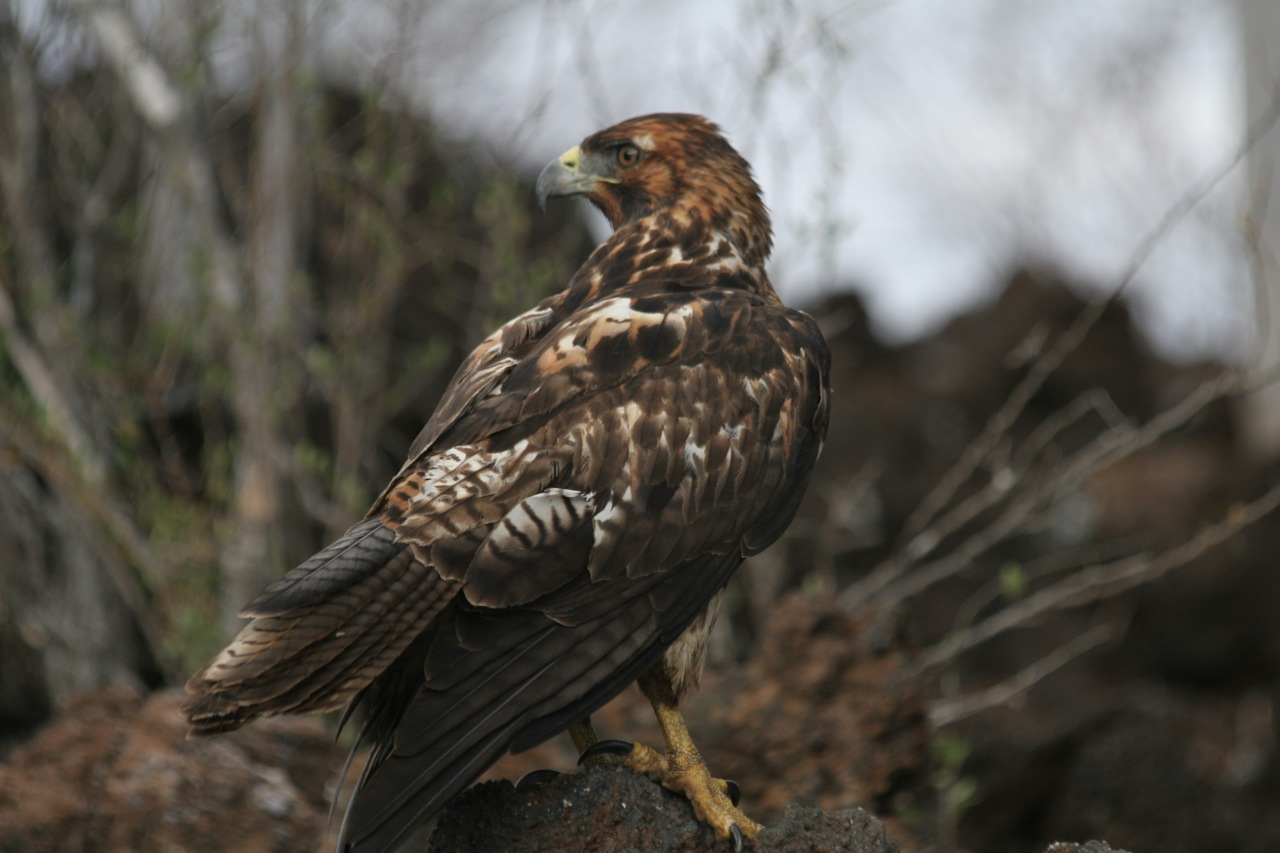
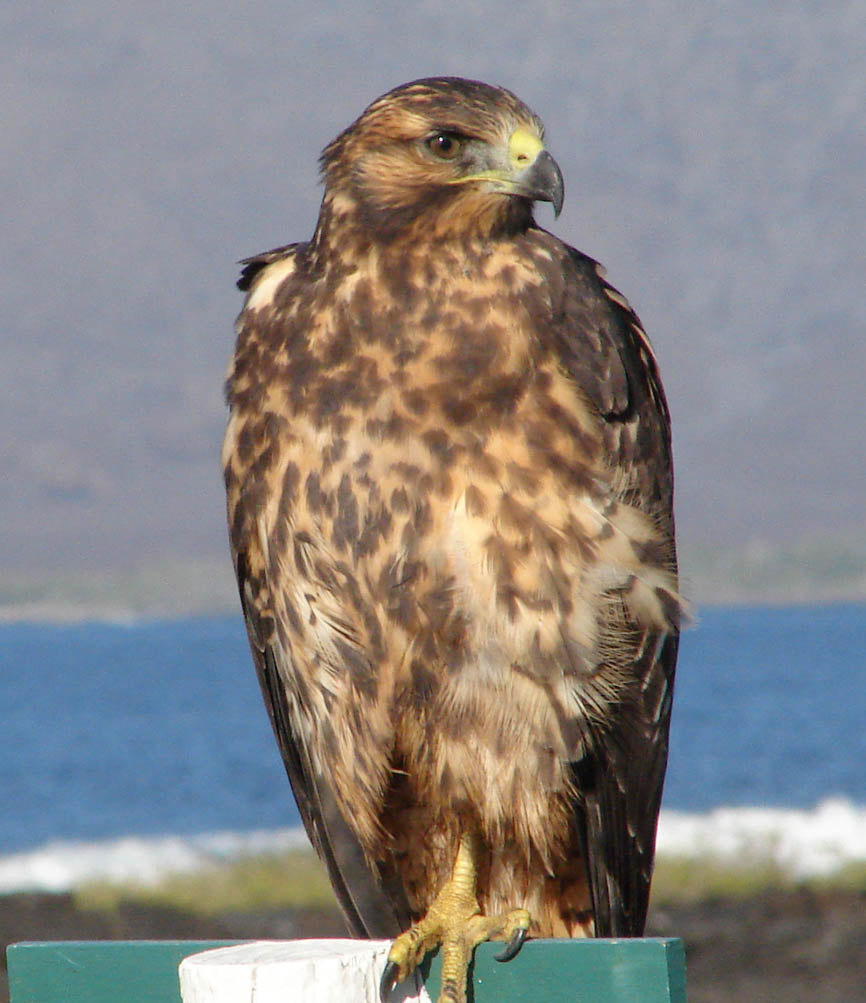
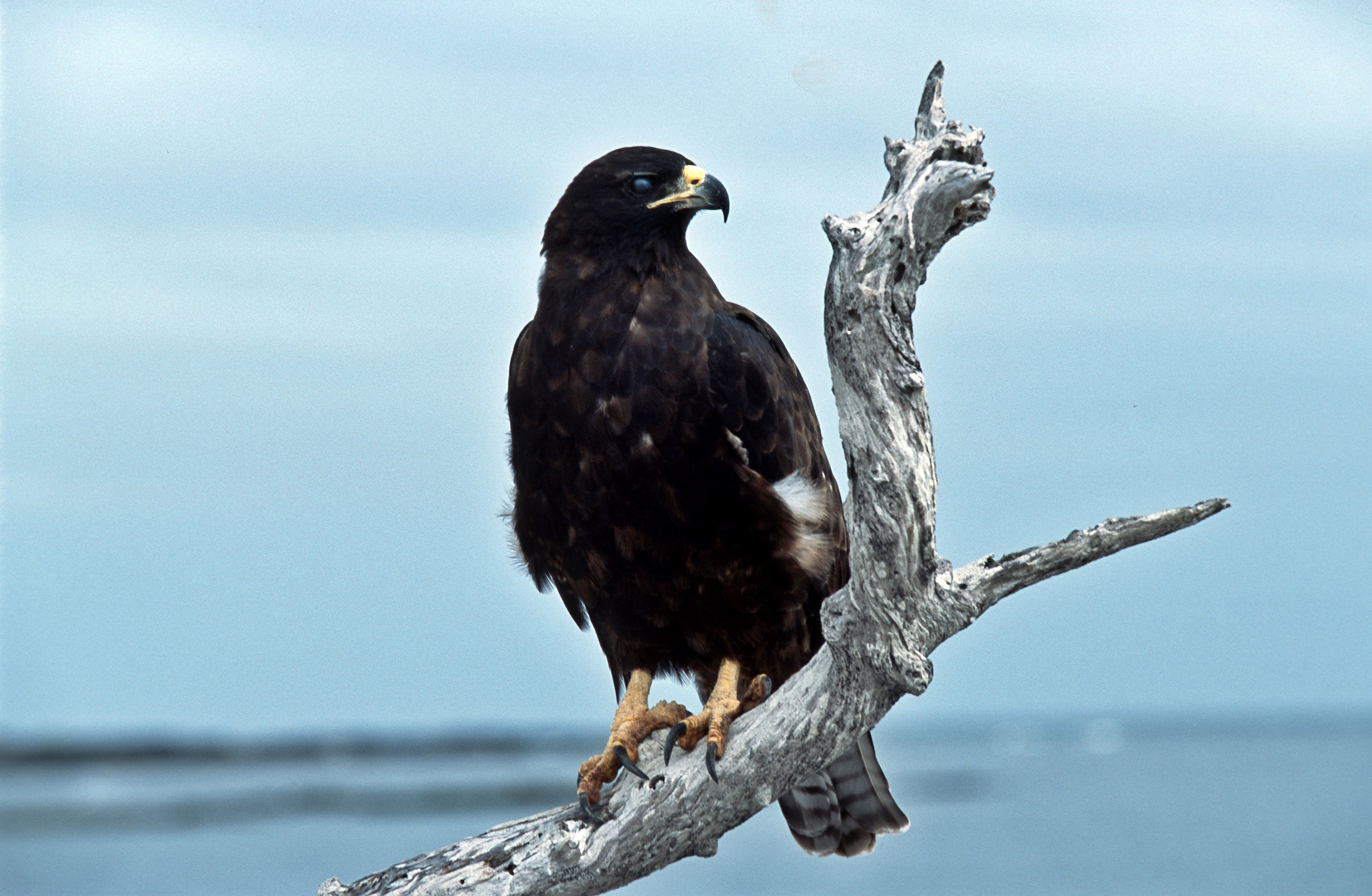
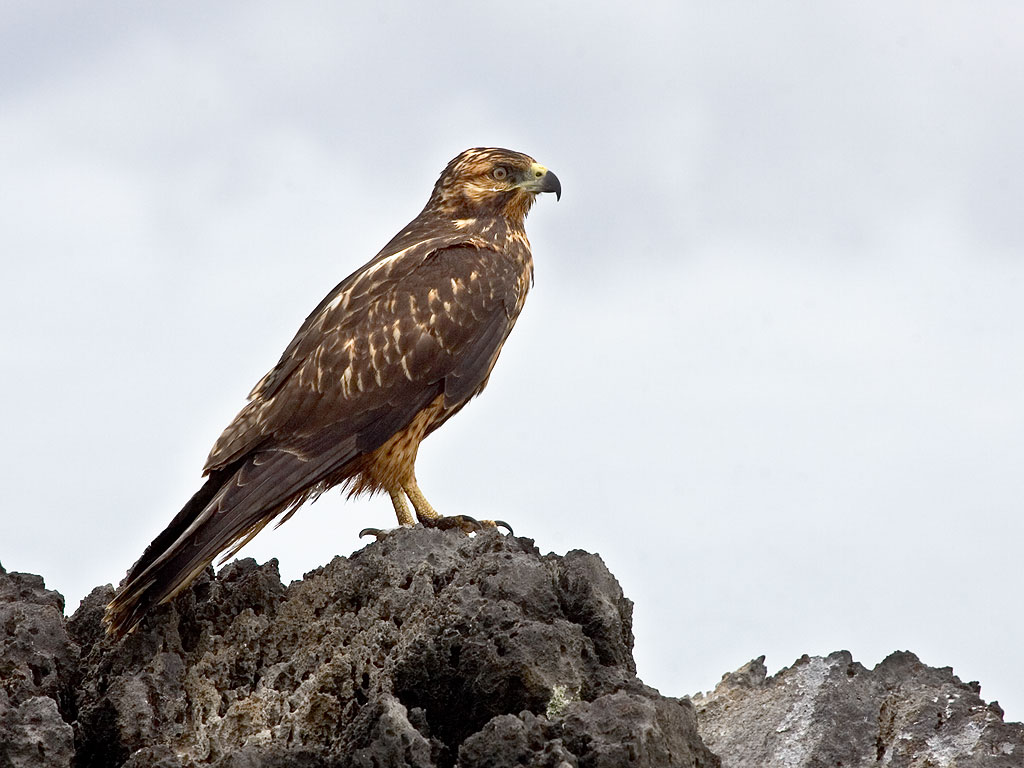